# Иржи Прохазка
Иржи Прохазка (на чешки: Jiří Procházka) е чешки драматург, сценарист и писател (автор на произведения в жанровете криминален роман, исторически роман и социална драма).

## Биография и творчество
Роден е на 20 април 1925 г. в Пилзен, Чехия. Завършва гимназия в Пилзен през 1944 г. Включва се в съпротивителното движение и участва в освобождаването на Пилзен от хитлеристката армия през 1945 г.
След войната за кратко работи като говорител в местното радио и заминава с Йозеф Скуп в Прага. В периода 1947-1949 г. учи в университета и работи като асистент в Музея за азиатска, африканска и американска култура. След дипломирането си работи няколко месеца като драматург в Студията за чехословашки мултипликационни филми.
Служи в армията в периода 1950-1952 г., след което става редактор в Пражкото армейско радио. През 1953 г. е изпратен като цивилен представител на военното предаване към Чехословашката телевизия, където работи до пенсионирането си през 1985 г. Бил е художествен ръководител на програмата (1957-1960), главен редактор на продукцията и артистичен директор на „Латерна Магика“ с Ладислав Ричман (1965-1968), от 1972 г. отговаря за военната способност и сигурност.
През 1986 г. е съосновател на Асоциацията на писателите на криминални и политически романи, като до смъртта си е неин заместник-председател. Член е на редакционния екип на списание „Детектив и политика“.
Успоредно с работата си пише много театрални, редио и телевизионни пиеси. Първият му роман „Ohně na horách“ („Пожар в планините“) е публикуван през 1954 г. е посветен на събитията около Словашкото национално въстание през 1944 г. Вторият му роман „Svítání nad vodami“ е за изграждането на голям язовир и проблемите на селото.
Става много популярен като сценарист и съавтор на телевизонния сериал „30 prípadu majora Zemana“ („30-те случая на Майор Земан“) с участието на Владимир Брабец, посветен на борбата на органите на МВР срещу нарушителите на закона, постоянната борба на социалистическата република с вътрешния и външен враг. През 1976 г. с романа „Лов на лисица“ започва романизация на сериала в известната си криминално-шпионска поредица от 9 романа „Майор Земан“.
Иржи Прохазка умира на 19 май 1993 г. в Прага.

## Произведения

### Романи и повести
- Ohně na horách (1954)
- Svítání nad vodami (1956)
- Drobínek (1961) – с Лида Вилимова
- Hvězda zvaná Pelyněk (1964)
- Smrt na úsvitě (1985)
- Nokturno pro dvě sekery (1987)
- Hvězdný prach (1990) – с Лида Вилимова
- Zločin na Zámku (1991) – вкл. и „Rekviem za Tona“ и „Svítání nad vodami“

### Серия „Майор Земан“ (Major Zeman)
- Hon na lišku (1978) – вкл. и „Vrah se skrývá v poli“ и „Konec osamělého střelce“
- Hrdelní pře (1978) – вкл. и „Bílé linky“, „Klauni“ и Studna“
- Štvanice (1980)
- Romance o stromu a růži (1982)
- Lišky mění srst (1983)

#### Сборници
- Hrdelní pře majora Zemana (1984)
Смъртна схватка, изд.: „Народна младеж“, София (1987), прев. Стела Атанасова, включва:

Лов на лисица, Hon na lišku (1976)
Убиецът се укрива из нивите, Vrah se skrývá v poli (1976)
Краят на самотния стрелец, Romance o nenápadné paní (1977)
Белите линии, Bílé linky (1977)
Клоуни, Klauni (1978)
Смъртна схватка, Štvanice (1980)
Кладенецът, Studna (1980)
- Lišky mění srst aneb 4x major Zeman (1988) – вкл. Klauni, Hrdelní pře, Studna a Lišky mění srst
- Třicet případů majora Zemana (1999) – вкл. Hon na lišku, Vrah se skrývá v poli, Konec osamělého střelce, Bílé linky, Klauni, Hrdelní pře, Studna, Lišky mění srst

### Пиеси
- Svítání (1963) – либрето
- Revue z bedny (1967) – с Ладислав Ричман

### Екранизации
- 1964 Handlíri
- 1964 Príbeh dusickový – ТВ филм
- 1969 Hádavá pohádka – ТВ филм
- 1979 Písen o stromu a ruzi – сценарий
- 1976 – 1980 30 prípadu majora Zemana – ТВ сериал, сценарист и автор